# Athetis albanalis
Athetis albanalis är en fjärilsart som beskrevs av W. Warren 1912. Athetis albanalis ingår i släktet Athetis och familjen nattflyn. Inga underarter finns listade i Catalogue of Life.